# Seizième circonscription de la préfecture d'Aichi
La seizième circonscription de la préfecture d'Aichi (愛知県第16区, Aichi-ken dai-jūroku-ku) est l'une des seize circonscriptions législatives que compte la préfecture d'Aichi au Japon.

## Description géographique
Depuis 2022, la seizième circonscription de la préfecture d'Aichi regroupe les villes d'Inuyama, Kōnan, Komaki et Kitanagoya et les districts de Nishikasugai et Niwa,.

## Députés
| Législature | Début de mandat | Fin de mandat | Député élu       | Parti politique | Parti politique |
| ----------- | --------------- | ------------- | ---------------- | --------------- | --------------- |
| 50e         | 2024            | -             | Tōru Fukuta (ja) |                 | PDP             |

## Résultats électoraux
| Parti | Parti                           | Candidat          | Vote   | Vote |
| Parti | Parti                           | Candidat          | Voix   | %    |
| ----- | ------------------------------- | ----------------- | ------ | ---- |
|       | Parti démocrate du peuple       | Tōru Fukuta (ja)  | 65 923 | 32,7 |
|       | Kōmeitō                         | Akiyoshi Inukai   | 63 095 | 31,3 |
|       | Parti démocrate constitutionnel | Isao Matsuda (ja) | 61 792 | 30,7 |
|       | Parti communiste japonais       | Shōzō Matsuzaki   | 10 634 | 5,3  |